# Sonnenofen von Parkent

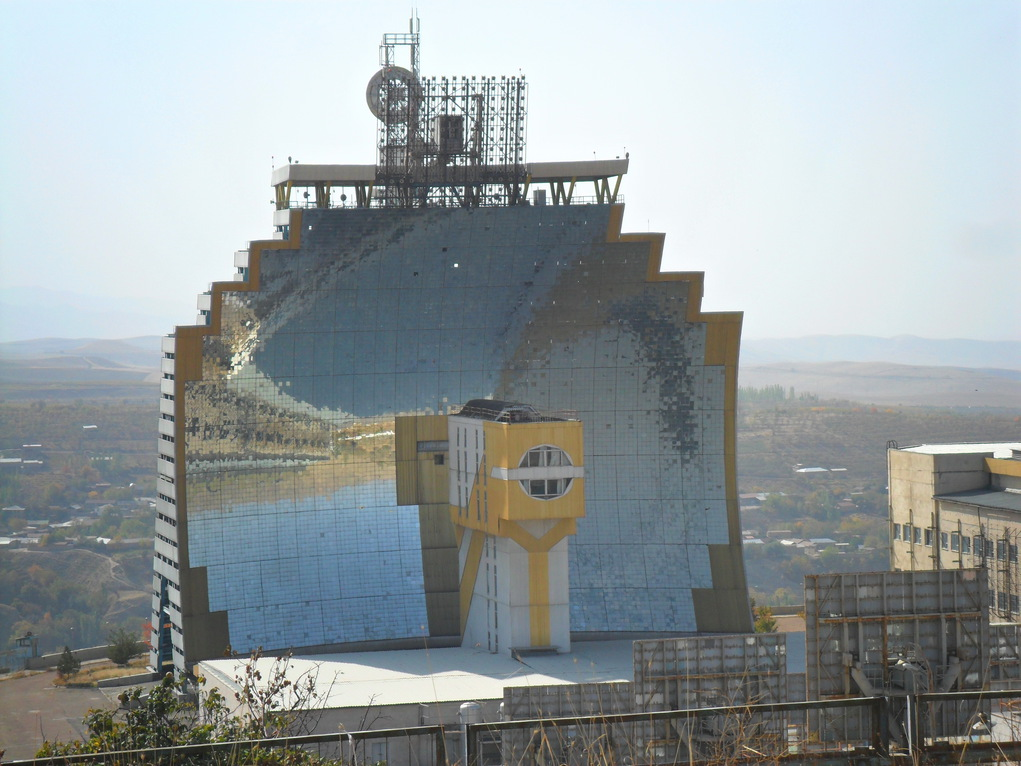
Sonnenofen von Parkent: Parabolspiegel und Prozessturm, unten rechts einige Heliostaten (2011)

Der Sonnenofen von Parkent (russisch Гелиокомплекс «Солнце» Geliokompleks Solnze, deutsch ‚Heliokomplex „Sonne“‘) ist ein Solarschmelzofen bei der Stadt Parkent in Usbekistan. Er wurde in den 1980er Jahren von der Sowjetunion in der damaligen Usbekischen Sozialistischen Sowjetrepublik errichtet. Gemeinsam mit dem etwa 20 Jahre älteren Sonnenofen von Odeillo in Frankreich, dem er bezüglich Konzept, Dimensionierung und Leistungsdaten stark ähnelt, ist er einer der beiden größten und leistungsstärksten Solarschmelzöfen der Welt.
Die Anlage besteht im Wesentlichen aus drei Teilen. Der erste Bestandteil ist ein Feld von Heliostaten, das heißt drehbar gelagerten Planspiegeln, die Sonnenstrahlen auf den zweiten Teil der Anlage umlenken, nämlich einen großen, ortsfesten Parabolspiegel mit horizontaler optischer Achse, den sogenannten Konzentrator. Dieser bündelt das von den Heliostaten kommende Licht in einen Brennfleck von etwa 80 bis 100 cm Durchmesser, wobei Temperaturen von mehreren tausend Grad Celsius erreicht werden. Der Ort des Brennflecks befindet sich im dritten Teil der Anlage, dem sogenannten Prozessturm (auch Ofenturm), in dem die hohen Leistungsdichten für natur- oder ingenieurwissenschaftliche Versuche nutzbar sind.

## Lage
Der Sonnenofen befindet sich wenige Kilometer östlich der Stadt Parkent und etwa 50 km östlich der usbekischen Landeshauptstadt Taschkent an einem nach Norden ansteigenden Berghang auf einer Höhe über dem Meeresspiegel von etwa 1050 Meter. Die Spiegelfläche des Konzentrators zeigt nach Norden. Ihr gegenüber sind auf einem im Mittel mit einem Winkel von etwa 13 Grad zur Horizontalen ansteigenden Gelände von etwa 220 m Nord-Süd-Ausdehnung und etwa 60 m Ost-West-Ausdehnung die Heliostaten positioniert. Die gesamte experimentelle Anlage (Konzentrator, Prozessturm und Heliostatenfeld) nimmt eine Fläche von etwa zwei Hektar ein.

## Prinzip und technische Daten

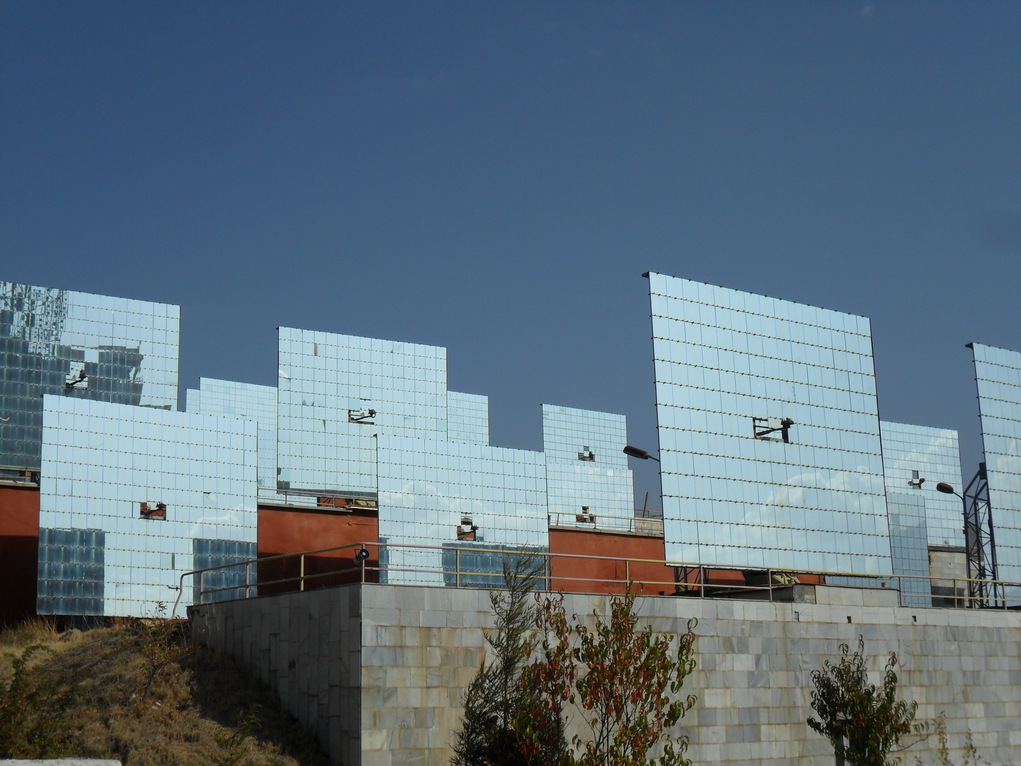
Einige der 62 Heliostaten (2011)

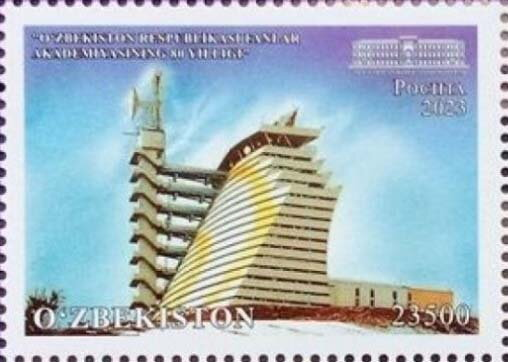
Briefmarke der usbekischen Post von 2023 mit dem Konzentratorbau als Motiv

Die Heliostaten lenken die auf sie treffenden Sonnenstrahlen so um, dass bei im Betrieb befindlichen Ofen die reflektierten Strahlen nach Süden sowie horizontal ausgerichtet sind und so den Konzentrator an der jeweils vorgesehenen Stelle treffen. Die 62 Heliostaten sind auf acht Terrassen auf dem nach Norden ansteigenden Hang installiert. Jeder Heliostat ist ein Planspiegel und ist aus 195 quadratischen Segmenten mit jeweils 500 mm Seitenlänge und einer Dicke von 6 mm zusammengesetzt, die in einem Rechteck von 7,5 m Breite und 6,5 m Höhe angeordnet sind. Die Spiegelfläche jedes Heliostaten beträgt somit 48,75 m2. Jeder Heliostat kann um zwei Achsen gedreht werden, und zwar um die vertikale Achse zur Verstellung des Azimutwinkels sowie um die horizontale Achse zur Verstellung des Höhenwinkels.
Der Konzentrator ist ein Parabolspiegel von 54 m Breite und 42 m Höhe. Er bildet die Nordfassade eines eigens errichteten, futuristisch gestalteten Gebäudes. Der Konzentrator reflektiert die von den Heliostaten kommenden Strahlen und konzentriert sie in einen Brennfleck von 80 bis 100 cm nutzbarem Durchmesser. Der Parabolspiegel ist aus insgesamt 10.700 Segmenten zusammengesetzt. Diese sind auf 214 Blöcke aufgeteilt, von denen jeder 50 rhombenförmige, 5 mm dicke Spiegelsegmente trägt. Seine optische Achse verläuft 21,5 m über dem Boden. Seine Spiegelfläche erstreckt sich von der optischen Achse 25,5 m nach oben und 16,5 m nach unten. Die Brennweite des Konzentrators beträgt 18 m.
Ein turmartiger Bau zwischen Konzentrator und Heliostaten, der sogenannte Prozessturm, beinhaltet den Ort des Brennflecks und beherbergt die Experimentierstationen.

## Vergleich der Anlagen von Parkent und Odeillo
Der Sonnenofen von Parkent ähnelt in vielerlei Hinsicht demjenigen im französischen Odeillo und hat auch sehr ähnliche Leistungsdaten. Während in Parkent die Spiegelflächen von Heliostaten und Konzentrator etwas größer sind als in Frankreich, profitiert die Anlage von Odeillo von ihrer ausgeprägteren Höhenlage, durch die die einfallende Leistungsdichte der direkten, unfokussierten Sonneneinstrahlung größer ist, weil weniger Photonen und damit weniger Leistung vor dem Auftreffen auf die Heliostaten durch Streuung und Absporption in der Atmosphäre verloren gehen. Unterschiede kann es auch in der Qualität der Spiegeloberflächen (Formtreue, Reflektivität) sowie der Systeme zur Justierung und Nachführung der Heliostaten geben. Die Tabelle unten liefert einen Vergleich einiger wesentlicher technischer Daten beider Öfen.
|                                                                 | Parkent  | Odeillo   |
| --------------------------------------------------------------- | -------- | --------- |
| Jahr der Inbetriebnahme                                         | 1987     | 1968–1970 |
| Höhe über dem Meer (m)                                          | 1050     | 1550      |
| Zahl Heliostaten                                                | 62       | 63        |
| Fläche pro Heliostat (m2)                                       | 48,75    | 45        |
| Gesamtfläche Heliostaten (m2)                                   | 3022,5   | 2835      |
| Brennweite Konzentrator (m)                                     | 18       | 18        |
| Maße Konzentrator (projiziert auf die Ebene, Breite × Höhe, m2) | 54 × 42  | 54 × 40   |
| Fläche Konzentrator (projiziert auf die Ebene, m2)              | 1906     | 1830      |
| Leistung im Brennfleck (kW)                                     | ca. 1000 | ca. 1000  |
| Leistungsdichte im Zentrum des Brennflecks (MW/m2)              | ca. 10   | ca. 10    |

## Betreiber und Anwendungen
Der Solarschmelzofen in Parkent wird vom Institut für Materialwissenschaften der Usbekischen Akademie der Wissenschaften betrieben. In der Sowjetunion war er die führende Versuchseinrichtung des militärisch-industriellen Komplexes für Experimente und Prüfversuche zum Einfluss hoher Temperaturen und Wärmeflüsse auf Werkstoffe und Geräte sowie für die Entwicklung technologisch hochwertiger Keramikwerkstoffe.
Nachdem die Sowjetunion zerfallen und Usbekistan unabhängig geworden war, verlagerte sich die Nutzung von militärisch relevanter Forschung zu vorwiegend zivilen Anwendungen. Es wurden weiterhin materialwissenschaftliche Versuche durchgeführt, etwa zur Entwicklung feuerfester Stoffe oder Keramiken, allerdings nun vornehmlich für industrielle Anwendungen in der Metallurgie, der Energiewirtschaft, der Förderung von Erdöl und Erdgas und der Petrochemie, dem Maschinenbau und der chemischen Industrie. Am Sonnenofen von Parkent wurden über 150 verschiedene oxidbasierte Materialien entwickelt, synthetisiert und charakterisiert.